# ミギワバエ
ミギワバエ（汀蠅、渚蠅）は、ハエ目ミギワバエ科（Ephydridae）に分類される昆虫の総称。全世界で約1500種が記録されている。多くは浜辺や湿地、湖沼の沿岸などに生息する。また幼虫が原油の中で生活するという特殊な生態を持つセキユバエ Helaeomyia petrolei も、このミギワバエ科に属する。

## 特徴

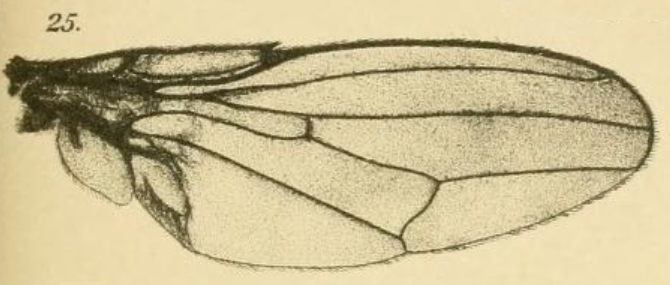
Halmopota salinaria の翅

成虫の体長は2-9mm。成虫は脚を水面につけて浮かんでいることもあり、主に藻類などを捕食している。成虫の外見はニセミギワバエ科の各種と類似するが、翅の臀室や第一経脈の有無（ミギワバエにはどちらもない、ニセミギワバエにはどちらもある）、前縁脈の切れ込み位置の違いなど、翅脈によって識別可能である。
ミギワバエは水たまりや湿原、塩性湿地、アルカリ性の湖などといった水辺に主に生息している。幼虫は主に植食性で、イネや沈水植物などの水草、もしくは藻類を餌として利用する。幼虫の中には特殊な環境で生活するものがおり、例えば Ephydra brucei の幼虫は45℃以上の水温がある熱水泉で生活している。また原油のプールで生活するセキユバエの幼虫や、塩分濃度が非常に高い水中で生活する Ephydra cinera の幼虫などもいる。

## 分類

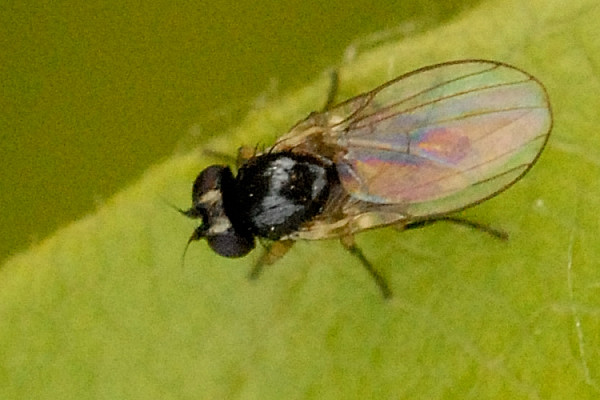
Hydrellia cardamines

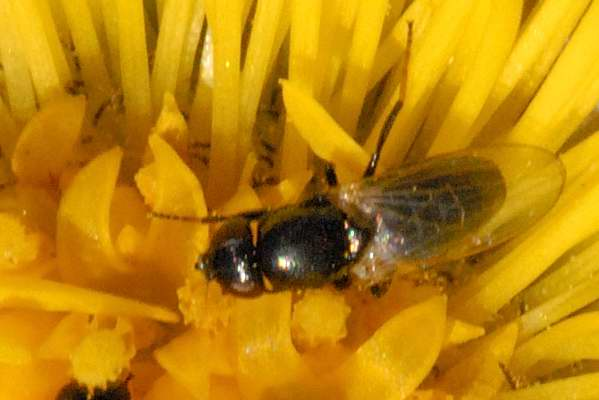
Psilopa nitidula

日本では38属約100種が記録されている。

### 亜科と族
亜科 Ephydrinae
- 族 Dagini
- 族 Ephydrini
- 族 Scatellini

亜科 Hydrelliinae
- 族 Hydrelliini
- 族 Ilytheini
- 族 Notiphilini
- 族 Typopsilopini

亜科 Parydrinae
- 族 Gastropsini
- 族 Hyadinini
- 族 Ochtherini
- 族 Parydrini
- 族 Philygriini

亜科 Psilopinae
- 族 Atissini
- 族 Discocerinini
- 族 Discomyzini
- 族 Gymnopini
- 族 Psilopini

## 人間との関係
イネヒメハモグリバエ Hydrellia griseola やその近似種のコトニミギワバエ H. tomiokai の幼虫が、稲の葉を食害して初期葉の枯死や生長遅延などの被害をもたらすことが知られており、特に北日本で重要な害虫として扱われている。また干拓地などで異常発生する例もあり、大阪市では干拓地で異常発生したスガリミギワバエ Ephydra japonica が、家屋にまで侵入するという被害が報告された
一方、湖沼の有害雑草として扱われるクロモの防除のために、幼虫がクロモを利用する Hydrellia pakistanae を放虫する試みがフロリダなどで行われている。

## ギャラリー

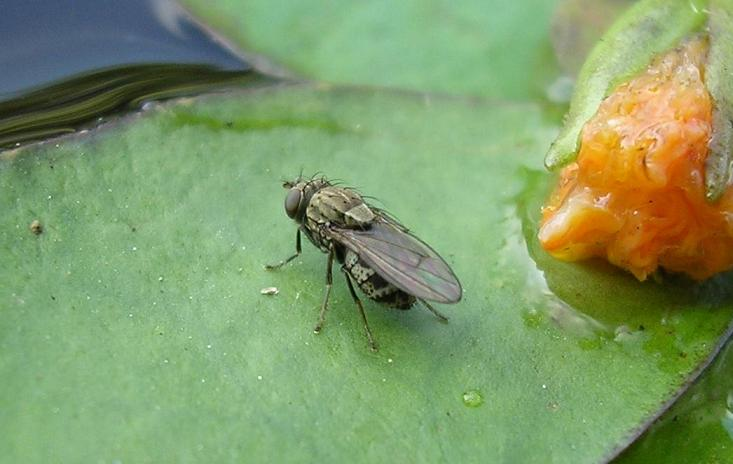
ワタナベトゲミギワバエ Notiphila watanabei
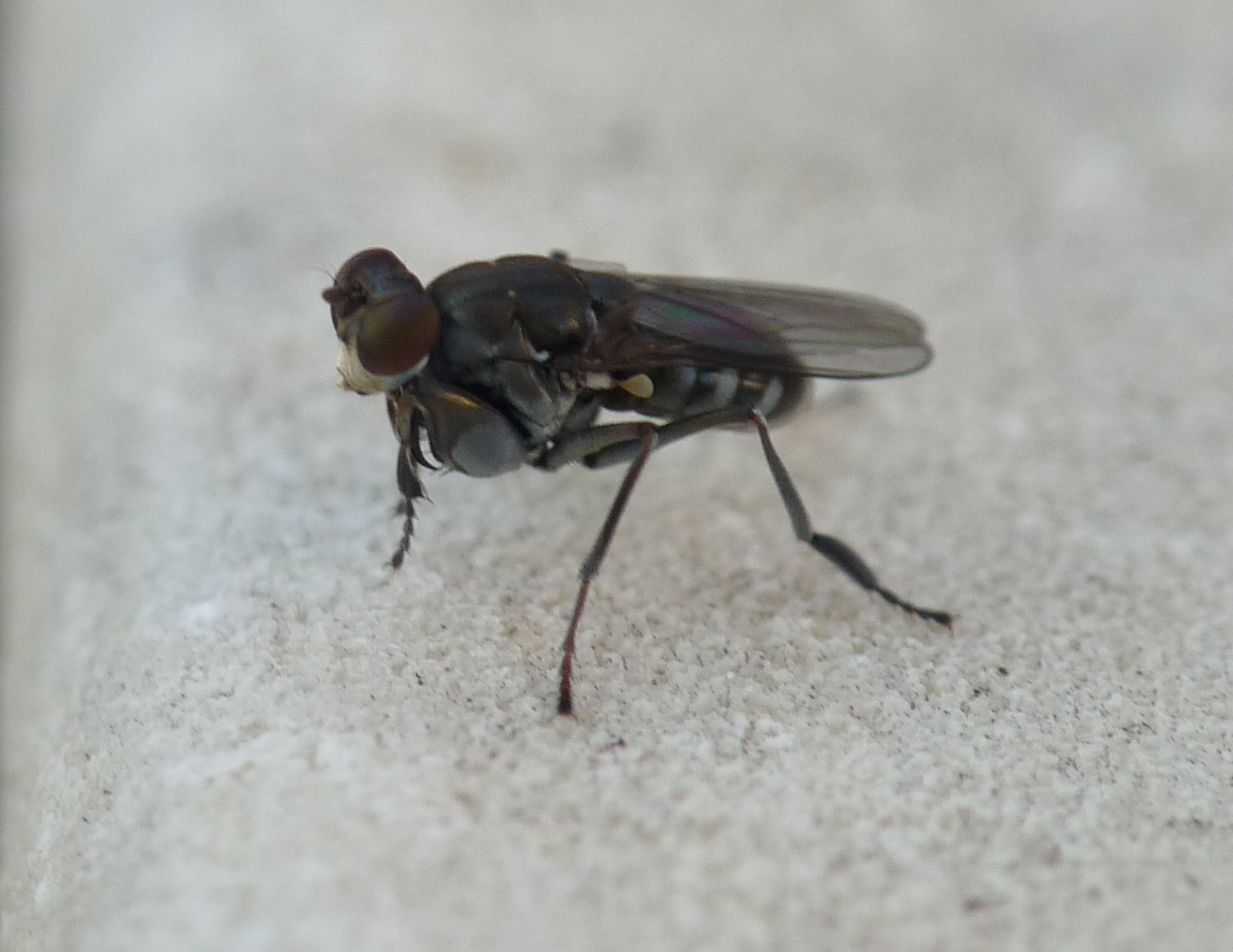
ミナミカマバエ Ochthera circularis
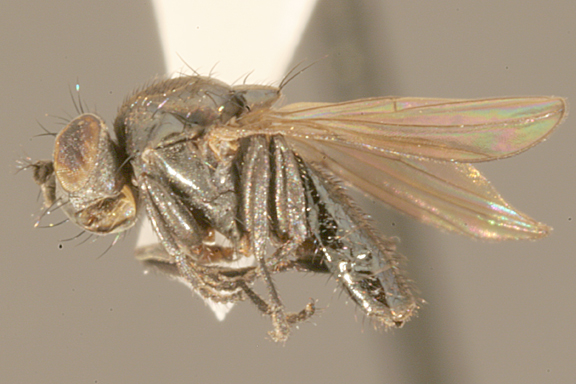
セキユバエ Helaeomyia petrolei
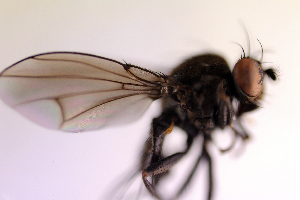
Dichaeta (Notiphila) caudata
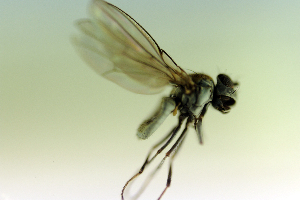
Scatella paludum

## 関連資料
同定に用いられる検索表を掲載した文献。
- Andersson, H. (1971), The European species of Limnellia (Dipt., Ephydridae). Entomologica Scandinavica 2: 53–59.Key to European species.
- Theodor Becker, T. (1926), Ephydridae. 56a. In: Lindner, E. (Ed.). Die Fliegen der palaearktischen Region 6: 1–115. Keys to Palaearctic species but now needs revision (in German).
- Canzoneri, S. & Meneghini, D. (1983), Ephydridae e Canaceidae. Fauna d’Italia XX.Revision of the Italian species for these two families (in Italian).
- Mathis, W.N. & Zatwarnicki, T. (1990), A revision of the western Palaearctic species of Athyroglossa (Diptera: Ephydridae). Transactions of the American Entomological Society 116: 103–133. Revision of the West Palaearctic species of the genus.
- Zatwarnicki, T. (1997), Ephydridae. In: Nilsson, A. (Ed.) Aquatic Insects of North Europe (A Taxonomic Handbook). Apollo Books, Stenstrup, Denmark. Includes a key (in English) to the genera.